# Acacia aprica
Acacia aprica — вид квіткових рослин з родини бобових, що зростає в Австралії: Західна Австралія. Росте на рівнинах і скелястих пагорбах між Карнама і Куроу в біорегіонах Ейвон Вітбелт і Джеральдтон Піщані пленини на південному заході Західної Австралії. Це дифузний, розкритий, розлогий кущ із сидячими, загнутими філодіями, круглими або 4-гранними в поперечному перерізі, до 1–2 китицями головок від 40 до 55, зазвичай золотистих квіток і з лінійними стручками до 60 мм завдовжки.

## Морфологічний опис
Це розлогий, відкритий, кущ, який зазвичай досягає висоти 0.3–2 метри і має гілочки, густо вкриті сріблястими шовковистими волосками між ребрами. Його філодії більш-менш сидячі, зігнуті, круглі або 4-гранні в поперечному перерізі, 5–11 × 1.0–1.5 мм. Філодії в молодому віці вкриті шовковистим сріблястим волоском, на них є вісім широких поздовжніх жилок з темною борозенкою між жилками. Квітки розташовані в 1–2 китицях від більш-менш кулястих головок до довгастих головок у пазухах на квітконосі завдовжки до 2 мм. Кожна головка містить від 40 до 55 зазвичай золотистих квіток. Цвітіння відбувається з червня по серпень. Стручок лінійний, 60 × 2 мм. Стручки містять довгасте до еліптичного насіння завдовжки 2.5–3.0 мм.

## Загрози й охорона
Однією з головних загроз є знищення місцевої рослинності для ведення сільського господарства. Вид переважно зустрічається на узбіччях доріг і на невеликих ділянках залишків місцевої рослинності на приватних землях поруч з пасовищами. Це свідчить про те, що вид колись міг бути більш поширеним і ширшим, ніж зараз. Загрозами є завади, пов'язані з обслуговуванням доріг і протипожежних смуг, хімічний занос із добрив і гербіцидів, конкуренція з боку бур'янів і невідповідний протипожежний режим. Вид не зустрічається в жодній охоронюваній зоні.